# François Mesgnien
François Mesgnien, född 1623 i Lothringen, död 1698 i Wien, var en fransk orientalist. 
Mesgnien studerade först i Rom och åtföljde 1652 det polska sändebudet till Konstantinopel, där han ägnade sig åt studiet av det turkiska språket. Han blev först överste tolk och sedan polsk ambassadör i Konstantinopel samt upphöjdes i adligt stånd, varvid han antog namnet Meninski (poloniserat av de Mesgnien). Sedermera övergick han i österrikisk tjänst. Efter en resa till Jerusalem 1669 begav han sig till Wien 1671, där han utnämndes till överste tolk i orientaliska språk och där han stannade till sin död. Hans huvudverk är Thesaurus linguarum orientalium, turcicæ, arabicæ, persicæ etc. (3 band, 1680; ny och något omarbetad upplaga, Lexicon arabico-persico-turcicum, i 4 band, 1780–1802), där det orientaliska ordförrådet återges både på latin, tyska, italienska, franska och polska. Det värdefullaste är den turkiska delen. Dessutom författade Mesgnien en polsk och en turkisk grammatik.